# Matthijs van Nispen
Matthijs van Nispen (Doetinchem, 29 januari 1998) is een Nederlands voetballer die als middenvelder speelt.

## Carrière
Matthijs van Nispen speelde in de jeugd van DZC '68 en De Graafschap. Sinds 2017 speelt hij in Jong De Graafschap, wat tot 2018 in de Derde divisie zondag uitkwam. Hij debuteerde in het eerste elftal van De Graafschap op 20 september 2019, in de 4-0 gewonnen thuiswedstrijd tegen FC Eindhoven. Hij kwam in de 84e minuut in het veld voor Branco van den Boomen. Medio 2020 ging hij naar TOP Oss. In januari 2021 ging Van Nispen naar PAEEK op Cyprus, dat in de B' Kategoria speelt. Met zijn club won hij de B' Kategoria. Vanaf het seizoen 2021/22 speelt hij voor VV DOVO in de Derde divisie. In het seizoen 2022/23 speelde hij voor De Treffers in de Tweede divisie en keerde daarna terug bij DOVO.

### Statistieken
| Seizoen                         | Club                  | Land           | Competitie           | Competitie | Competitie | Beker | Beker | Totaal | Totaal |
| Seizoen                         | Club                  | Land           | Competitie           | Wed.       | Dlp.       | Wed.  | Dlp.  | Wed.   | Dlp.   |
| ------------------------------- | --------------------- | -------------- | -------------------- | ---------- | ---------- | ----- | ----- | ------ | ------ |
| 2016/17                         | Jong BV De Graafschap | Nederland      | Derde divisie zondag | 5          | 0          | –     | –     | 5      | 0      |
| 2017/18                         | Jong BV De Graafschap | Nederland      | Derde divisie zondag | 11         | 0          | –     | –     | 11     | 0      |
| 2019/20                         | BV De Graafschap      | Nederland      | Eerste divisie       | 1          | 0          | 0     | 0     | 1      | 0      |
| Carrièretotaal                  | Carrièretotaal        | Carrièretotaal | Carrièretotaal       | 17         | 0          | 0     | 0     | 17     | 0      |
| Bijgewerkt op 22 september 2019 |                       |                |                      |            |            |       |       |        |        |